# Betzenberg
Der Betzenberg ist ein 285 m ü. NHN hoher Berg in der kreisfreien Großstadt Kaiserslautern in Rheinland-Pfalz. Er erhebt sich ca. 50 Meter über das Stadtgebiet und gibt dem gleichnamigen Stadtteil seinen Namen. Bekannt ist er als Namensgeber für das Betzenbergstadion (umgangssprachlich Betze), das heute Fritz-Walter-Stadion heißt. Hier trägt der 1. FC Kaiserslautern seine Heimspiele aus.

## Geographie
Beim Betzenberg handelt es sich um einen kleinen Höhenrücken oberhalb der St. Ingbert-Kaiserslauterer Senke. Er liegt unmittelbar südlich des Hauptbahnhofs Kaiserslautern und der Bahnstrecke Mannheim–Saarbrücken. Das Südende des Betzenbergs geht in den Pfälzerwald über.

## Stadtteil
Der Stadtteil Betzenberg ist vergleichsweise jung. Mit seiner Anlage wurde 1967 begonnen, lediglich die Bebauung unterhalb und in der Umgebung des Stadions ist älter. Um die Anlage des Stadtteils zu ermöglichen, wurden Teile des vorherigen Landschaftsschutzgebiets „Pfälzerwald“ nicht in den ebenfalls 1967 unter Schutz gestellten Naturpark Pfälzerwald einbezogen. Von 1969 bis 2002 bildete der Betzenberg außerdem einen Ortsbezirk.

## Bauwerke
Am Betzenberg gibt es das Fußballstadion, das Fritz-Walter-Stadion samt umliegender Sportanlagen, sowie einen Wildpark. Ein Ausflugsziel am Südrand des Stadtgebietes ist der Bremerhof und am Nordrand des Naturparks Pfälzerwald steht der Humbergturm. Zudem existiert vor Ort das Schulzentrum Betzenberg.

## Natur
Der Berg ist lediglich an den Hängen und am Südrand bewaldet. In seinem Einzugsgebiet befinden sich mehrere Naturdenkmale wie die Saumeichen, Alte Eichen, Schöne Eichen, Traubeneiche und Rotbuche sowie Blitzeichen.

## Wanderwege
Entlang seiner Westflanke verläuft der Prädikatswanderweg Pfälzer Waldpfad.